# 636

## Události
- 20. srpna – muslimové porazili byzantské vojsko v bitvě u Jarmuku

## Úmrtí
- 4. duben – svatý Isidor ze Sevilly, učitel církve a sevillský biskup (* asi 560)

## Hlavy států
- Papež – Honorius I. (625–638)
- Sámova říše – Sámo (623–659)
- Byzantská říše – Herakleios (610–641)
- Franská říše
  - Neustrie & Burgundsko – Dagobert I. (629–639)
  - Austrasie – Sigibert III. (634–656) + Ansegisel (majordomus) (629–639)
- Chalífát – Umar ibn al-Chattáb (634–644)
- Anglie
  - Wessex – Cynegils (611–643) + Cwichelm (626–636)
  - Essex – Sigeberht I. Malý (617–653)
  - Mercie – Penda (633–655)
- První bulharská říše –  Kuvrat (630–641/668)